# Crazy 2K Tour
Crazy 2K Tour została zaplanowana w grudniu 1999 roku, kiedy to w Stanach Zjednoczonych został wydany czwarty singel Britney Spears From the Bottom of My Broken Heart. Trasa była kontynuacją jej poprzedniej, letniej trasy z 1999 roku – …Baby One More Time Tour. Do tej trasy Spears znalazła nowych tancerzy i śpiewała wśród efektów specjalnych. Trasa zarobiła 5,5 mln dolarów.

## Show
Tancerze Spears przyzwyczaili się do tańczenia przed kamerami, a taniec w szkolnym ubraniu wciąż był hitem. Czasem Britney śpiewała refren „…Baby One More Time” a capella. Trasa trwała dwa miesiące przed ukazaniem się drugiego studyjnego albumu artystki Oops!... I Did It Again. Niespodzianką dla fanów była możliwość usłyszenia dwóch nowych piosenek – Oops!... I Did It Again oraz Don’t Let Me Be the Last to Know pochodzących z nowego krążka Spears.
Okres Crazy 2K Tour był dla Britney bardzo pracowity. Kręciła teledysk do swojego nowego singla „Oops!... I Did It Again”. Trasa miała być także zapoczątkowaniem do kolejnej już światowej trasy Oops!... I Did It Again World Tour. Z materiałów zebranych z koncertów wydano DVD Live and More! w 2000 roku.

## Trasa w TV
Materiały z (You Drive Me) Crazy i Oops!... I Did It Again puszkczone zostały na Britney Spears TV, tylko w Japonii puszczono materiały z koncertów, wywiady i wiele innych. W telewizji FOX puszczono specjalny materiał z koncertu Britney na Hawajach. Później wydano go na DVD/VHS Live and More!.

## Setlista
Intro
- „(You Drive Me) Crazy”
- „Born to Make You Happy”
- „I Will Be There"

Przerwa na taniec Jive
- „Don’t Let Me Be the Last to Know”
- „Oops!... I Did It Again”

Przerwa
- „From the Bottom of My Broken Heart”
- „The Beat Goes On"

„Popisy” zespołu
- „Sometimes”
- „…Baby One More Time”

## Koncerty
| Ameryka Północna |                   |                     |                                         |
| 8 marca 2000     | Pensacola         | Floryda             | Pensacola Civic Center                  |
| 9 marca 2000     | Birmingham        | Alabama             | Birmingham Jefferson Convention Complex |
| 10 marca 2000    | North Little Rock | Arkansas            | ALLTEL Arena                            |
| 12 marca 2000    | Memphis           | Tennessee           | Pyramid Arena                           |
| 13 marca 2000    | Louisville        | Kentucky            | Freedom Hall                            |
| 14 marca 2000    | Auburn Hills      | Michigan            | The Palace of Auburn Hills              |
| 15 marca 2000    | Cincinnati        | Ohio                | U.S. Bank Arena                         |
| 19 marca 2000    | Grand Rapids      | Michigan            | Van Andel Arena                         |
| 20 marca 2000    | Moline            | Illinois            | Mark of the Quad Cities                 |
| 21 marca 2000    | Madison           | Wisconsin           | Kohl Center                             |
| 22 marca 2000    | Rosemont          | Illinois            | Allstate Arena                          |
| 23 marca 2000    | Rosemont          | Illinois            | Allstate Arena                          |
| 25 marca 2000    | Worcester         | Massachusetts       | Worcester's Centrum Centre              |
| 26 marca 2000    | Baltimore         | Maryland            | Baltimore Arena                         |
| 27 marca 2000    | Albany            | Nowy Jork           | Pepsi Arena                             |
| 29 marca 2000    | Greensboro        | Karolina Północna   | Greensboro Coliseum                     |
| 31 marca 2000    | Tampa             | Floryda             | Ice Palace                              |
| 1 kwietnia 2000  | Miami             | Floryda             | American Airlines Arena                 |
| 2 kwietnia 2000  | Daytona Beach     | Floryda             | Ocean Center                            |
| 4 kwietnia 2000  | Nowy Orlean       | Louisiana           | New Orleans Arena                       |
| 6 kwietnia 2000  | Greenville        | Karolina Południowa | BI-LO Center                            |
| 7 kwietnia 2000  | Roanoke           | Wirginia            | Roanoke Civic Center                    |
| 8 kwietnia 2000  | Charleston        | West Virginia       | Charleston Civic Center                 |
| 9 kwietnia 2000  | Knoxville         | Tennessee           | Thompson-Boling Arena                   |
| 20 kwietnia 2000 | Honolulu          | Hawaje              | Waikīkī Beach                           |